# Polk (Nebraska)
Polk je selo u američkoj saveznoj državi Nebraska. Prema popisu stanovništva iz 2010. u njemu je živjelo 322 stanovnika.